# Осівська сільська рада (Ємільчинський район)
Осівська сільська рада — колишня адміністративно-територіальна одиниця та орган місцевого самоврядування у Ємільчинському районі Коростенської і Волинської округ, Київської й Житомирської областей Української РСР та України з адміністративним центром у с. Осівка.

## Населені пункти
Сільській раді були підпорядковані населені пункти:
- с. Осівка
- с. Льонівка
- с. Чміль

## Населення
Кількість населення ради станом на 1923 рік становила 1 804 особи, кількість дворів — 339.
Кількість населення сільської ради, станом на 1924 рік, становила 1 932 особи.
Відповідно до результатів перепису населення СРСР, кількість населення ради, станом на 12 січня 1989 року, становила 1 083 особи.
Станом на 5 грудня 2001 року, відповідно до перепису населення України, кількість мешканців сільської ради становила 890 осіб.

## Склад ради
Рада складалась з 12 депутатів та голови.

### Керівний склад сільської ради
| ПІБ                     | Основні відомості                                                    | Дата обрання | Дата звільнення |
| ----------------------- | -------------------------------------------------------------------- | ------------ | --------------- |
| Климчук Галина Іванівна | Сільський голова, 1961 року народження, освіта, позапартійна         | 26.03.2006   | 31.10.2010      |
| Климчук Галина Іванівна | Сільський голова, 1961 року народження, освіта, член Партії регіонів | 31.10.2010   |                 |

Примітка: таблиця складена за даними джерела

## Історія
Створена 1923 року в складі слободи Осівка та колоній Ізбини й Уварівка Емільчинської волості Новоград-Волинського повіту Волинської губернії. 7 березня 1923 року включена до складу новоствореного Емільчинського району. 30 жовтня 1924 року, відповідно до рішення Волинської ГАТК (протокол № 11/6 «Про виділення та організацію національних сільрад»), в кол. Уварівка утворено окрему Уварівську сільську раду Емільчинського (згодом — Ємільчинський) району. Станом на 1 жовтня 1941 року кол. Ізбини не значилася на обліку населених пунктів.
Станом на 1 вересня 1946 року сільська рада входила до складу Ємільчинського району Житомирської області, на обліку в раді перебували с. Осівка та хутір Клинівка.
11 серпня 1954 року, відповідно до указу Президії Верховної ради Української РСР «Про укрупнення сільських рад по Житомирській області», підпорядковано с. Уварівка ліквідованої Уварівської сільської ради Ємільчинського району. 19 вересня 1956 року, відповідно до рішення Житомирського облвиконкому № 836 «Про внесення змін в адміністративно-територіальному поділі Ємільчинського району», с. Уварівка (згодом — Льонівка) підпорядковане Горбівській сільській раді Ємільчинського району. Ліквідована 11 січня 1960 року, відповідно до рішення Житомирського облвиконкому № 2 «Про зміни в адміністративно-територіальному поділі сільських рад в області», територію та населені пункти ради приєднано до складу Миколаївської сільської ради Ємільчинського району. Відновлена 11 січня 1971 року, відповідно до рішення Житомирського облвиконкому «Про перенесення центрів Вербівської і Чмелівської сільських рад Ємільчинського району», шляхом перенесення адміністративного центру Чмілівської сільської ради до с. Осівка з перейменуванням її на Осівську.
На 1 січня 1972 року сільська рада входила до складу Ємільчинського району Житомирської області, на обліку в раді перебували села Льонівка, Осівка та Чміль.
Ліквідована 14 листопада 2017 року через об'єднання до складу Ємільчинської селищної територіальної громади Ємільчинського району Житомирської області.